# 德列夫利安人

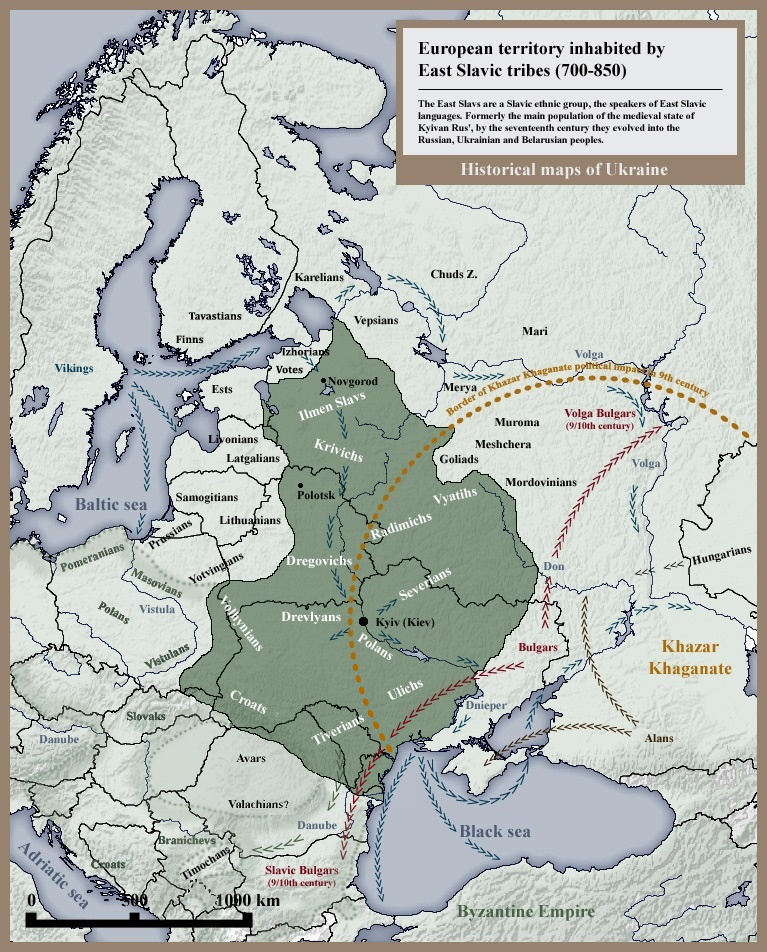
8-9世纪东斯拉夫部落分布

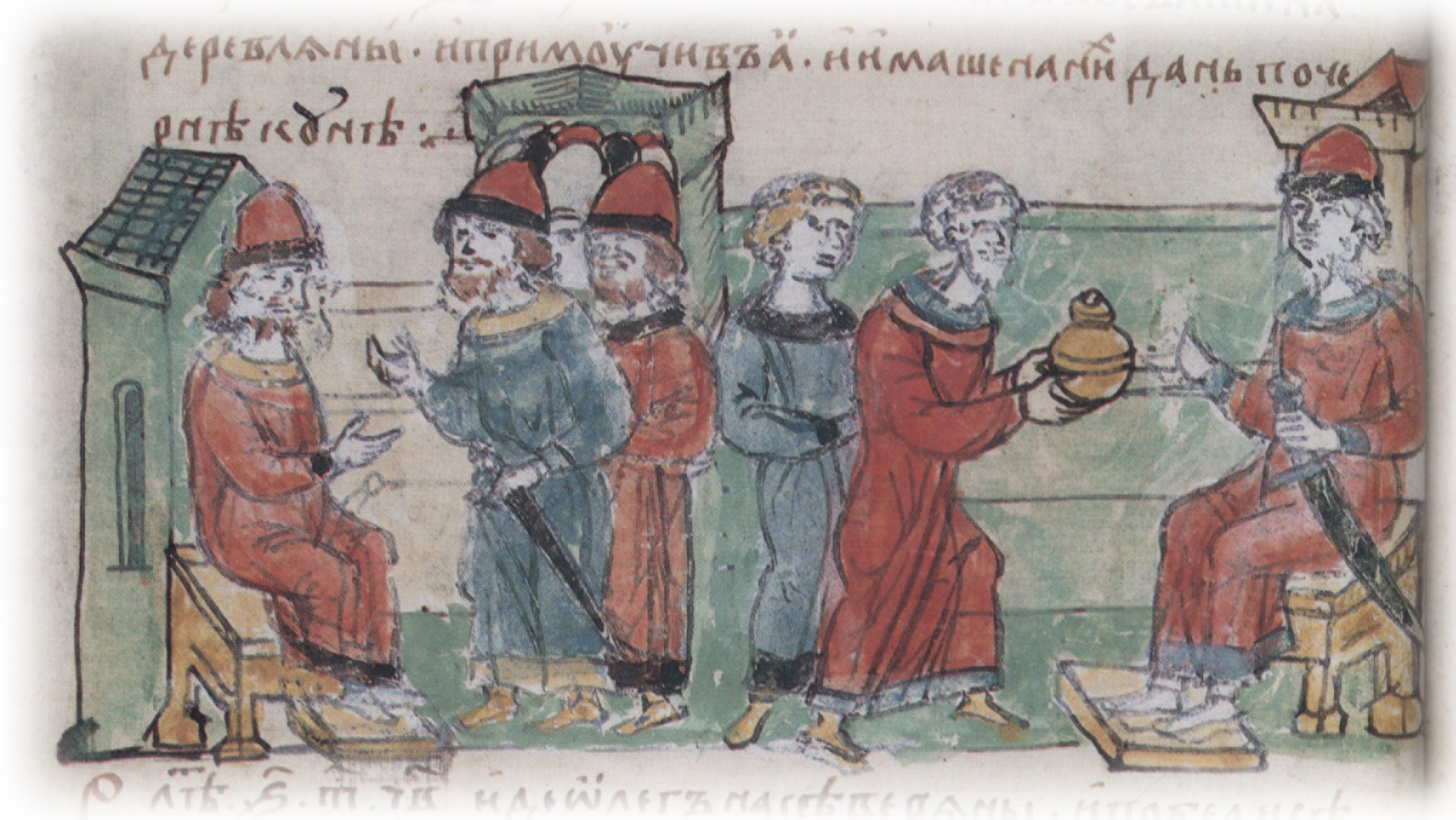
德列夫利安人向奥列格王子致敬（883年）。拉齐维尔编年史中的细密画，15世纪末

德列夫利安人（羅馬化：Drevliany  或 ，Derevliany，羅馬化：Drevlyane），一译德列夫良人，是一個6-10世纪生活在波利西亚和右岸烏克蘭的東斯拉夫人部落。
他們的名字來自斯拉夫語的древо（“樹”），因为他們居住在木屋中。
他們有自己的城邦，直到883年開始向羅斯的奥列格進貢。
在奥列格死後，德列夫利安人停止向羅斯人進貢。伊戈尔在945年前往他們部落索貢時因過分貪婪被殺，其遺孀奥列加對德列夫利安人實行報復，但为缓和矛盾不得不限定征贡的数额，而德列夫良人亦從此一厥不挀。
《伊帕季耶夫编年史》中最後一次提到他們是在1136年。

## 另请参见
- 中世纪斯拉夫部落列表（英语：List of early Slavic peoples）
- 拉季米奇人，位于其东北部（今白俄罗斯附近）
- 德列戈维奇人，位于其北部